# Pyrolycus manusanus
Pyrolycus manusanus es una especie de pez de la familia de los Zoarcidae en el orden de los perciformes.

## Morfología
- Los machos pueden llegar a alcanzar los 17,1 cm de longitud total.
- Número de vértebras: 78-81.
- Carne gelatinosa.[1]

## Hábitat
Es un pez de mar y de clima polar que vive entre 1.623-1.971 m de profundidad.

## Distribución geográfica
Se encuentra en Papúa Nueva Guinea. 

## Observaciones
Es inofensivo para los humanos. 